# フランシスコ・ハビエル・イダルゴ・ゴメス
ソン（Son）ことフランシスコ・ハビエル・イダルゴ・ゴメス（Francisco Javier Hidalgo Gómez、1994年3月30日 - ）は、スペイン・セビリア出身のサッカー選手。PFCルドゴレツ・ラズグラド所属。ポジションはディフェンダー。

## クラブ経歴
スペイン下位リーグを渡り歩き、2018年にSDポンフェラディーナに移籍した。ここでは、1年目にセグンダ・ディビシオン昇格を決め、2シーズン目もレギュラーとして活躍した。
2020年7月23日、レバンテUDと4年契約を交わした。
2023年7月7日、PFCルドゴレツ・ラズグラドに移籍した。